# Atocha (ort)
Atocha är en ort i Bolivia.   Den ligger i departementet Potosí, i den södra delen av landet, 230 kilometer söder om huvudstaden Sucre. Atocha ligger 3 675 meter över havet och antalet invånare är 1 833.
Terrängen runt Atocha är kuperad åt sydost, men åt nordväst är den platt. Atocha ligger nere i en dal. Runt Atocha är det mycket glesbefolkat, med 5 invånare per kvadratkilometer.. Närmaste större samhälle är Santa Bárbara, 17,9 kilometer öster om Atocha. 
Omgivningarna runt Atocha är i huvudsak ett öppet busklandskap.